# Pringles

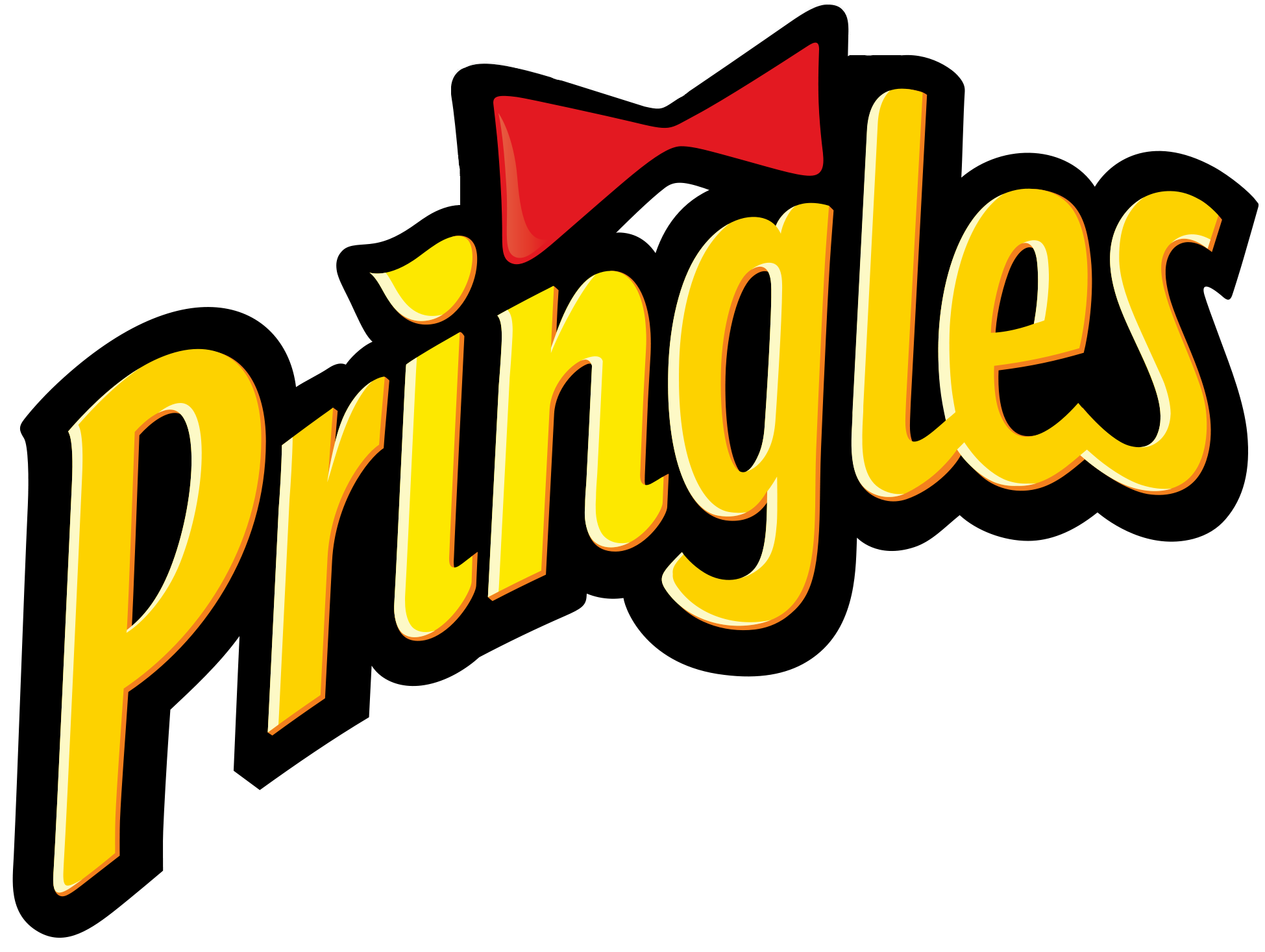
Pringles-Schriftzug

Pringles ist der Markenname für ein Snackprodukt, das mit einem Anteil an Kartoffelpüreepulver industriell hergestellt wird. Es gab rechtliche Streitigkeiten um die Verwendung des Begriffes Kartoffelchips, und nach einem vom ursprünglichen Hersteller Procter & Gamble angestrengten Rechtsstreit fallen Pringles unter den Begriff Knabbergebäck.
Zusammen mit Produkten anderer Hersteller ähneln Pringles den als Wortmarke bis 2026 geschützten Stapelchips von Intersnack, daher darf die herstellereigene Bezeichnung nur „Knabbergebäck“ lauten. Hersteller ist seit 2012 die US-amerikanische Kellogg Company, die im Oktober 2023 in Kellanova umbenannt wurde.

## Geschichte

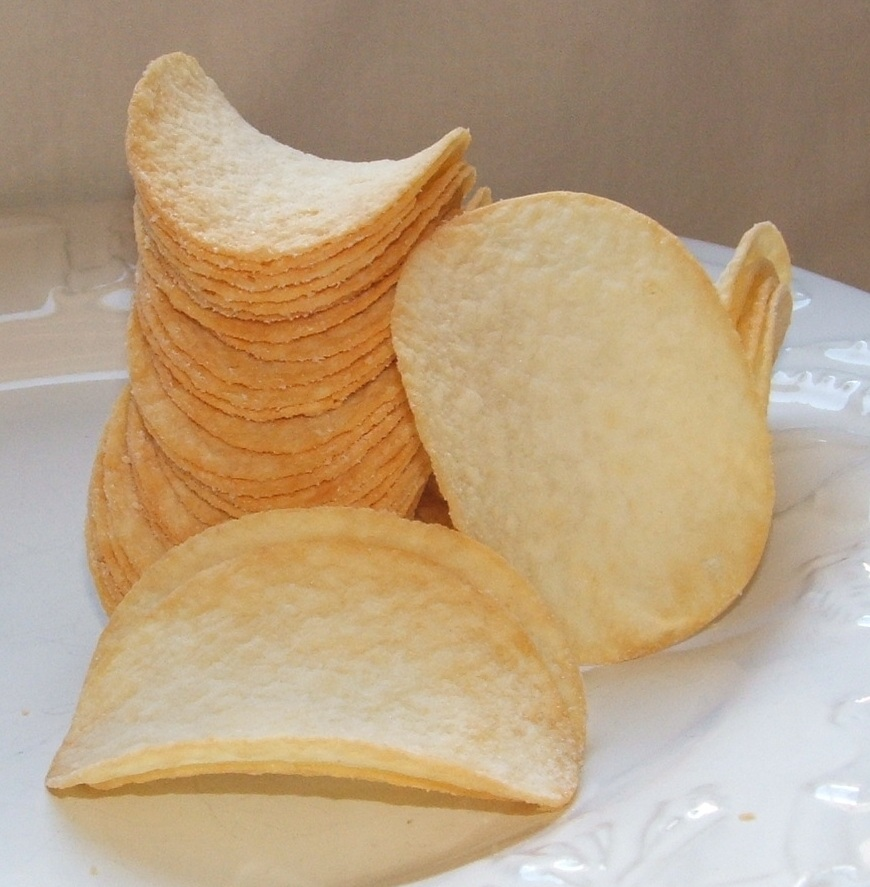
Pringles-Chips der Sorte Sour Cream & Onion

Das Produkt wurde, nach Vorarbeiten von Fredric Baur Ende der 1950er Jahre, Mitte der 1960er Jahre bei dem US-amerikanischen Unternehmen Procter & Gamble von Alexander Liepa entwickelt. Der Markenname findet seinen Ursprung im Namen der Straße Pringle Drive in Cincinnati. Das Produkt wurde 1968 erstmals auf Testmärkten verkauft. 1971 wurden dann im gesamten amerikanischen Markt die Pringle's Newfangled Potato Chips verkauft, von denen sich 1986 der Name Pringles ableitete. Heutzutage werden Pringles in über 140 Ländern verkauft. In Deutschland sind Pringles seit 1996 erhältlich. Die Produktion für den europäischen Markt erfolgt in Polen und Belgien.
Bis 2006 wurde die Füllmenge bei gleichbleibendem Preis von 200 über 180 auf 170 Gramm pro Packung reduziert. Procter & Gamble geriet so z. B. seitens der Verbraucherzentrale Hamburg in die Kritik, versteckte Preiserhöhungen zu betreiben. Das Unternehmen begründet die verdeckte Preiserhöhung damit, dass höherwertige Inhaltsstoffe verwendet würden und die neuen Pringles eine geringere Dichte hätten und daher bei gleicher Füllhöhe das Gewicht sinke. 2009 wurde bei den Pringles Classic die Füllmenge wiederholt reduziert (von 170 g auf 165 g). Ab 2010 warb der Hersteller mit einer Anzahl von 90 Chips pro Dose. Auf der Verpackung blieben weiterhin 165 Gramm vermerkt.
2011 plante Procter & Gamble den Verkauf der Marke Pringles an das US-amerikanische Unternehmen Diamond Foods. Diese hätten einen Großteil der Zahlung von ca. 2,4 Mrd. US-Dollar in Aktien erstattet, womit Procter & Gamble mit 57 % am Unternehmen beteiligt wäre. Der Verkauf platzte allerdings Anfang 2012, als bekannt wurde, dass Diamond Foods in einen Bilanzskandal verwickelt ist. Daraufhin fand sich der Cornflakes-Hersteller Kellogg als Käufer, der die Marke für rund 2,7 Mrd. US-Dollar im Sommer 2012 übernahm.
Ab 2019 beinhalteten die Dosen eine Füllmenge von 200 g. Ab 2022 wurde der Inhalt wieder auf 185 g reduziert, 2024 auf 165 g, einige Sorten sind auch in kleineren Gebinden verfügbar (70 Gramm, 40 Gramm). Die zuvor vegane Rezeptur wurde Ende 2021 verändert: Alle Sorten, bis auf Pringles Original, beinhalten nun Süßmolkepulver und sind aus diesem Grund nicht mehr vegan.

## Produkt

### Inhaltsstoffe
Die 190-Gramm-Packung der Sorte Classic Paprika enthält 58,7 Gramm Fett. Zusammen mit den anderen Inhaltsstoffen hat das Produkt einen physiologischen Brennwert von ca. 2.108 kJ/100 g (= 504 kcal/100 g). Für die Sorte Classic Paprika werden Kartoffelpüreepulver, pflanzliches Öl, pflanzliches Fett, Reismehl, Weizenstärke, Paprika-Aroma, Paniermehl (enthält Weizenmehl), Hefepulver, Dextrose, Zucker, Geschmacksverstärker: Mononatriumglutamat, Dinatriumguanylat und Dinatriuminosinat, Paprikapulver, Zwiebelpulver, Aroma, Raucharoma, Knoblauchpulver,
Farbstoff: Paprikaextrakt, Säuerungsmittel: Zitronensäure, Emulgator: E 471, Maltodextrin, Speisesalz, modifizierte Reisstärke und Süßmolkenpulver verwendet.
Die Chips von Pringles fielen durch eine hohe Belastung mit krebserregendem Acrylamid auf. Bei Tests der Organisation foodwatch im Jahr 2006 enthielt die Sorte Paprika rund zehnmal so viel Acrylamid wie der Testsieger. Bei einem weiteren Test von foodwatch im Jahr 2007 war Pringles erneut Testverlierer. Die Acrylamid-Werte hatten sich im Vergleich zum Vorjahr sogar leicht erhöht und lagen um den Faktor 34 über denen eines vergleichbaren Produkts. Nach einer von foodwatch organisierten Protestaktion wurde der Acrylamidgehalt 2008 von 1600 Mikrogramm pro Kilogramm auf 490 reduziert. In einem 2022 durchgeführten Tests stellte die Stiftung Warentest bei der Pringles-Sorte Classic Paprika eine hohe Belastung mit Schadstoffen fest. Demzufolge waren die Chips übermäßig mit Mineralölkohlenwasserstoffen (Mosh) und Glycidol, einem gesundheitsgefährdenden Fettumwandlungsprodukt, belastet. Aufgrund dessen bewertete die Stiftung Warentest die überprüfte Sorte mit der Note „mangelhaft“.

### Verpackung
Der Chemiker und Verpackungstechniker Fredric J. Baur hatte 1970 ein Patent auf die Pringles-Dose erhalten. Die Verpackung besteht im Gegensatz zu herkömmlichen Chipsverpackungen nicht aus Kunststofffolie, sondern aus Pappe und einer dünnen Schicht Aluminium, einem Boden aus Metall und einem Kunststoffdeckel. Nachdem Baur im Mai 2008 im Alter von 89 Jahren in Cincinnati gestorben war, wurde auf seinen Wunsch hin ein Teil seiner Asche in einer Pringles-Dose beigesetzt.